# Надвірнянське благочиння ПЦУ
Надвірнянське благочиння — релігійна структура Коломийської єпархії Православної церкви України, що діє на території Надвірнянського району Івано-Франківської області України. Декан (благочинний) Надвірнянського деканату — митрофорний протоієрей Олег Траско.

## Парафії благочиння
| № | Парафії                                     | Населені пункти    | Настоятелі                 | Світлини |
| - | ------------------------------------------- | ------------------ | -------------------------- | -------- |
| 1 | Св. рівноап. князя Володимира Великого      | м. Надвірна        | митр. прот. Олег Траско    |          |
| 2 | Святого великомученика Димитрія Солунського | с. Білі Ослави     | митр. прот. Василь Ужитчак |          |
| 3 | Успіння Пресвятої Богородиці                | с. Білі Ослави     | митр. прот. Василь Ужитчак |          |
| 4 | Архистратига Михаїла                        | с. Гвізд           | миьр. прот. Любомир Траско |          |
| 5 | Покрови Пресвятої Богородиці                | с. Заріччя         | митр. прот. Михайло Купчак |          |
| 6 | Святого великомученика Димитрія Солунського | с. Лісна Велесниця | прот. Михайло Максим'юк    |          |
| 7 | Архистратига Михаїла                        | с. Чорний Потік    | митр. прот. Іван Микицей   |          |
| 8 | Святого Василія Великого                    | с. Чорні Ослави    | ієрей Микола Грицанюк      |          |